# Новобутовский проезд (Москва)
Новобу́товский прое́зд — проезд в районе Южное Бутово Юго-Западного административного округа города Москвы.

## Расположение
Начинается от Скобелевской улицы и кончается на Новобутовской улице.

## Описание
На проезде нет жилых домов.

## Происхождение названия
Улица названа по Бутову,как и Новобутовская улица. Название присвоено в 2012 году.

## Транспорт

### Метро
- Улица Скобелевская (740 м)
- Бульвар Адмирала Ушакова (1.6 км)
- Бульвар Дмитрия Донского (2.1 км)
- Улица Старокачаловская (2.1 км)

### Автобус
- Автобусное сообщение в двух направлениях от Скобелевской улицы до Изюмской улицы

Автобусные остановки
Чётная сторона:
- Скобелевская улица: С1 С953 146 636

Нечётная сторона:
- Скобелевская улица: С1 С953 146 636

Автобусные маршруты
- | C1: | Остафьевская улица · Бульвар Адмирала Ушакова · Улица Скобелевская · Скобелевская улица (Проектируемый проезд №552) · Бартеневская улица | прямой - от Скобелевской улицы до Изюмской улицы; обратный - от Изюмской улицы до Скобелевской улицы
- | C953: | Остафьевская улица · Захарьино | прямой - от Скобелевской улицы до Изюмской улицы; обратный - от Изюмской улицы до Скобелевской улицы
- | 146: | 2-й микрорайон Южного Бутова (Венёвская улица) · Бульвар Адмирала Ушакова · Улица Горчакова · Скобелевская улица · Бульвар Дмитрия Донского | прямой - от Скобелевской улицы до Изюмской улицы; обратный - от Изюмской улицы до Скобелевской улицы
- | 636: | Коммунарка · Бунинская аллея · Бульвар Адмирала Ушакова · Бутово · Скобелевская улица · Улица Скобелевская · 2-й микрорайон Южного Бутова | прямой - от Скобелевской улицы до Изюмской улицы; обратный - от Изюмской улицы до Скобелевской улицы

## Здания и сооружения
По нечётной стороне:
Строение 9,вл9стр1
по чётной стороне:

## Строительство тоннеля для СБВ
С 24 февраля 2024 г. по 19 января 2026 г.закрыты четыре полосы для движения транспорта на участке от Скобелевской улицы до Изюмской улицы в обоих направлениях с сохранением движения по одной полосе в каждом направлении за счет обустройства временной объездной дороге на время строительства тоннеля для автодороги Солнцево — Бутово — Варшавское шоссе.